# Reynosia
Reynosia es un género de plantas de la familia Rhamnaceae. Se encuentra en el Caribe.

## Taxonomía
Reynosia fue descrito por August Heinrich Rudolf Grisebach y publicado en Catalogus plantarum cubensium . . . 33–34, en el año 1866. La especie tipo es: Reynosia retusa Griseb.

## Especies
- Reynosia jamaicensis
- Reynosia guama
- Reynosia septentrionalis
- Reynosia krugii
- Reynosia retusa
- Reynosia uncinata